# Paula Monjé
Paula Monjé (née en 1849 à Düsseldorf, morte le 4 mai 1919 dans la même ville) est une peintre allemande.

## Biographie
Paula Monjé est la fille de Hermann Monjé (1807-1849), prédicateur divisionnaire protestant à l'église de la garnison de Düsseldorf (de), et de son épouse Maria Bölling (née en 1809), de Düsseldorf.
Elle reçoit sa formation artistique après l'école Louise (de), non pas à l'académie des beaux-arts de Düsseldorf, mais en privé auprès d'Eduard Gebhardt et Wilhelm Sohn. Ses camarades sont Julia Schily-Koppers, Sophie Meyer, Margaret Harte et Margarete Loewe (de). À Paris, Monjé étudie dans l'atelier de Gustave Courtois. Des voyages d'études la conduisent aux Pays-Bas et en Italie.

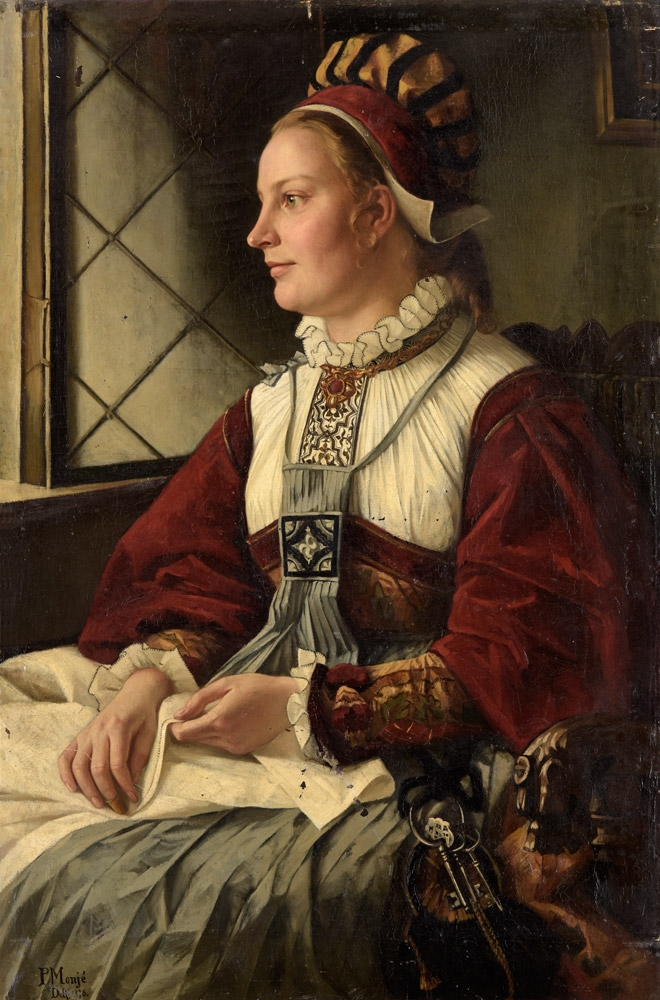
Portrait de femme en vieux costume allemand, 1878

Monjé peint principalement des portraits et des peintures de genre. Elle est membre de la Société générale d'art allemande ainsi que de l'Association des artistes de Düsseldorf et de l'Association des artistes de Düsseldorf (de) pour le soutien et l'entraide et participe à de nombreuses expositions, notamment aux expositions de l'Académie de Berlin à la Baraque artistique (de) de 1878 à 1884 et en 1894 à l'Exposition internationale d'art au Palais des glaces de Munich. Depuis la fin des années 1870, elle est régulièrement représentée lors d'expositions par les galeristes de Düsseldorf Eduard Schulte et Bismeyer & Kraus. En 1890, Monjé s'installe également à Berlin, mais continue de vivre et d'entretenir son studio d'étudiant à Düsseldorf. En 1893, 1894, 1895, 1897, 1899 et 1899, elle expose à la Grande exposition d'art de Berlin et est membre de l'Association des artistes de Berlin (de) de 1890 à 1894, où elle reçoit le premier prix d'un concours en 1891. En tant que membre de l'Association des artistes de Malkasten, elle donne le portrait d'Edmund Henoumont (de) à l'exposition anniversaire de la Galerie d'art (de). Son atelier se trouve à Eiskellerberg entre 1895 et 1901, en même temps que les peintres Carl Becker (de), Wilhelm Döringer (de), Heinrich Otto, Rudolf Zahner et Hugo Zieger. Ensuite, jusqu'à sa mort, elle se retire à son adresse privée de la Rochusstrasse, où elle partage un appartement avec sa sœur aînée Eugénie (née en 1845).